# Epepeotes uncinatus
Epepeotes uncinatus es una especie de escarabajo longicornio del género Epepeotes, subfamilia Lamiinae. Fue descrita científicamente por Gahan en 1888.
Se distribuye por Bután, China, India, Laos, Birmania y Nepal. Mide 14-28 milímetros de longitud. El período de vuelo ocurre en los meses de marzo, abril, mayo, junio, julio y octubre.